# Neo-psychodelia
Neo-psychodelia – podgatunek rocka psychodelicznego, powstały na przełomie lat 70. i 80. w Wielkiej Brytanii, początkowo tworzony przez muzyków z kręgów post-punka i nowej fali. Prekursorami gatunku były post-punkowe grupy, takie jak: Echo and the Bunnymen, Teardrop Explodes czy The Soft Boys. Obecnie do tego gatunku zalicza się wiele grup indierockowych i alternatywno-rockowych, m.in. Tame Impala, Crystal Antlers i Animal Collective.